# Cordilheira das Cascatas
Cordilheira das Cascatas (em inglês:  Cascade Range) é uma grande cadeia de montanhas da parte ocidental da América do Norte, estendendo-se desde o sul da Colúmbia Britânica, no Canadá, até Washington, Óregon e o norte da Califórnia, nos Estados Unidos. Ela inclui tanto montanhas não-vulcânica e vulcões notáveis. A pequena parte na Colúmbia Britânica é referida como as Cascatas Canadenses e, localmente, como as Montanhas das Cascatas. Este último termo é também por vezes utilizado por residentes de Washington para se referir ao trecho local das Cascatas, além de "North Cascades", o termo mais usado nos Estados Unidos, como visto no Parque Nacional das Cascatas do Norte. O pico mais alto na cordilheira é o Monte Rainier, em Washington, com 4 392 metros de altitude.
As Cascatas fazem parte do Anel de Fogo do Pacífico, o anel de vulcões e montanhas associados em torno do Oceano Pacífico. Todas as erupções no Estados Unidos continentais ao longo dos últimos 200 anos têm sido de vulcões das Cascatas. Os dois mais recentes foram o Lassen Peak (1914-1921) e uma grande erupção do Monte Santa Helena em 1980. As erupções menores do Santa Helena ocorreram mais recentemente no período 2004-2008. A cordilheira das Cascatas também são parte da Cordilheira Americana, uma cadeia de montanhas que consiste em uma sequência quase contínua de cordilheiras que formam a "espinha dorsal" ocidental da América do Norte, América Central, América do Sul e Antártica.

## Geografia

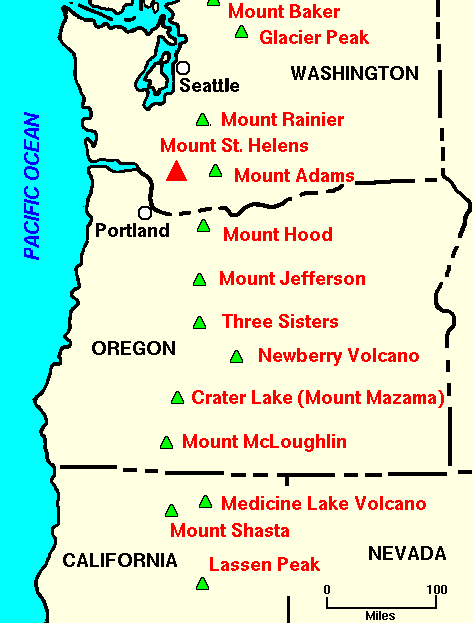
Principais vulcões na porção americana das Cascatas

As Cascatas estendem-se para norte, desde o Pico Lassen (também chamado Monte Lassen), no norte da Califórnia, até à confluência do rio Nicola e do rio Thompson, na Colúmbia Britânica. O Rio Fraser separa as Cascatas das Montanhas Costeiras, no Canadá, e o Vale Willamette separa-as da porção superior da Cordilheira Costeira do Oregon. Os vulcões mais altos das Cascatas, conhecidos como Cascade Heights, dominam os seus arredores, frequentemente com alturas que dobram as das montanhas vizinhas. Apresentam frequentemente uma altura visual (altura acima das cristas próximas) de 1,6 km ou mais. Os picos mais altos, como o Monte Rainier, com 4.392 m (14.000 pés), dominam os seus arredores por 80 a 161 km (50 a 100 milhas).
A parte norte da cordilheira, a norte do Monte Rainier, é conhecida como Cascatas do Norte nos Estados Unidos, mas mais a norte, para além da fronteira Canadá-Estados Unidos, são formalmente chamadas de Montanhas Cascade, com as Cascades mais a norte a atingirem a Montanha Lytton. Juntas, as Cascades do Norte e as Cascatas Os canadianos são extremamente íngremes; mesmo os picos mais pequenos são muito íngremes e glaciados, e os vales são bastante baixos em relação aos picos e às cadeias, pelo que existe bastante relevo local. A parte sul das Cascatas do Canadá, especialmente a Cordilheira Skagit, é semelhante em geologia e topografia às Cascatas do Norte, enquanto as partes norte e noroeste são menos glaciadas e mais planas ou planaltos, lembrando as áreas próximas do Planalto Thompson.
A cordilheira encontra-se próxima do Oceano Pacífico e numa região onde prevalecem os ventos de oeste, razão pela qual recebe quantidades significativas de chuva e neve, especialmente nas encostas ocidentais devido à elevação orográfica, com queda de neve anual de até 2.500 cm (25 m) em algumas áreas. O Monte Baker, em Washington, estabeleceu um recorde nacional de acumulação de neve numa única estação no inverno de 1998–99, com 2900 cm (29 m). Antes dese ano, o Monte Rainier era o que tiña a mellor marca de acumulación de neve en Paradise en 1978. Non é raro que algúns luares das Cascadas haxa unha acumulación anual de neve de 1.300 cm (13 m), como no Lago Helen, preto do Pico Lassen. A maior parte das Altas Cascadas está, por tanto, cuberta de branco pola neve e o xeo todo o ano. As ladeiras occidentais están densamente cubertas dos abetos Pseudotsuga menziesii, as tsugas Tsuga heterophylla e os ameneiros Alnus rubra, mentres que as ladeiras orientais, máis secas, presentan principalmente os piñeiros Pinus ponderosa, con algúns alerces Larix occidentalis, as tsugas Tsuga mertensiana e, a maiores alturas, os abetos Abies lasiocarpa e os alerces Larix lyallii. Nas encostas leste a precipitación de chuvia anual é de só 230 mm debido ao efecto de sombra orográfica.

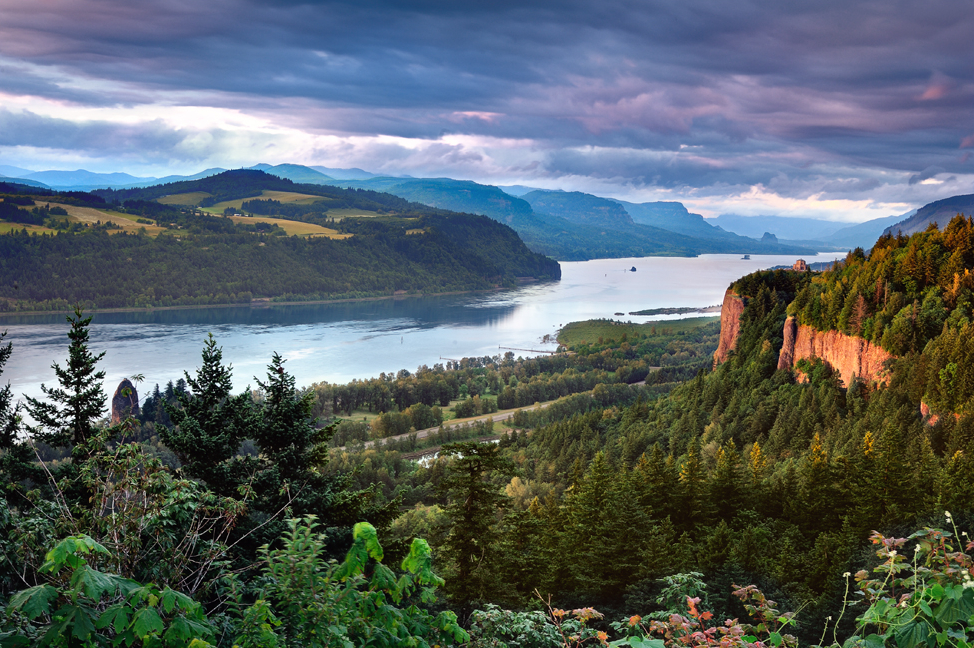
O Canyon Columbia marca o ponto onde o Columbia River divide a Cascade Range entre os estados de Washington e Oregon.

Para além das encostas orientais, encontra-se um planalto árido que foi formado há 17 a 14 milhões de anos pelos muitos derrames de lava do Grupo Basáltico do Rio Columbia. Em conjunto, estas sequências de rocha vulcânica fluida formaram o Planalto Columbia de 520.000 km2 no leste de Washington, Oregon, e partes do oeste de Idaho.
O Cânion do Rio Columbia é a única grande rutura na cadeia nos Estados Unidos. Quando as Cascatas começaram a subir, há cerca de 7 milhões de anos, no final do Mioceno, o rio Columbia drenava o Planalto Columbia, relativamente baixo. À medida que a cordilheira ganhava altitude, a erosão causada pelo rio Columbia escavou o desfiladeiro a um ritmo semelhante, criando o desfiladeiro e a passagem principal que vemos hoje. O desfiladeiro do rio também expôs camadas elevadas e deformadas de basalto do planalto.